# Wembley Lions
Wembley Lions – angielski klub żużlowy z siedzibą w Londynie, w dzielnicy Wembley, działający w latach 1929–1971.
7-krotny mistrz Anglii (1946, 1947, 1949, 1950, 1951, 1952 i 1953).

## Wyróżniający się zawodnicy
- Barry Briggs
- Frank Charles
- Brian Crutcher
- Ove Fundin
- Bert Harkins
- Dave Jessup
- Wally Kilmister
- Bill Kitchen
- Ginger Lees
- Jack Ormston
- Tommy Price
- Lionel van Praag
- Split Waterman
- Colin Watson
- George Wilks
- Freddie Williams
- Eric Williams
- Alf Hagon
- John Louis
- Peter Moore
- Olle Nygren
- Bob Oakley